# Paolo Riva
Paolo Riva, né le 21 novembre 1966 en Italie, est un triathlète italien, champion d'Europe de 1998 à 2001 et champion du monde en 1997 et en 1998 de triathlon d'hiver.

## Biographie
En 2003, Paolo Riva le champion de triathlon d'hiver et directeur technique national de la Fédération italienne de triathlon est nommé par la fédération italienne de sport d'hiver, comme nouveau directeur technique national de Biathlon (cross/carabine ski). 

### Palmarès
Le tableau présente les résultats les plus significatifs (podium) obtenus sur le circuit international de triathlon d'hiver depuis 1997.
| Année | Compétition                                | Pays     | Position          | Temps           |
| ----- | ------------------------------------------ | -------- | ----------------- | --------------- |
| 2001  | Championnats d'Europe de triathlon d'hiver | Autriche | Médaille d'or     | 1 h 27 min 39 s |
| 2000  | Championnats d'Europe de triathlon d'hiver | Slovénie | Médaille d'or     | 1 h 49 min 30 s |
| 1999  | Championnats du monde de triathlon d'hiver | Italie   | Médaille d'argent | 1 h 40 min 48 s |
| 1999  | Championnats d'Europe de triathlon d'hiver | Italie   | Médaille d'or     | 1 h 46 min 9 s  |
| 1998  | Championnats du monde de triathlon d'hiver | France   | Médaille d'or     | 1 h 48 min 25 s |
| 1998  | Championnats d'Europe de triathlon d'hiver | Italie   | Médaille d'or     | 1 h 43 min 31 s |
| 1997  | Championnats du monde de triathlon d'hiver | Italie   | Médaille d'or     | 1 h 41 min 7 s  |